# Herzpunktion

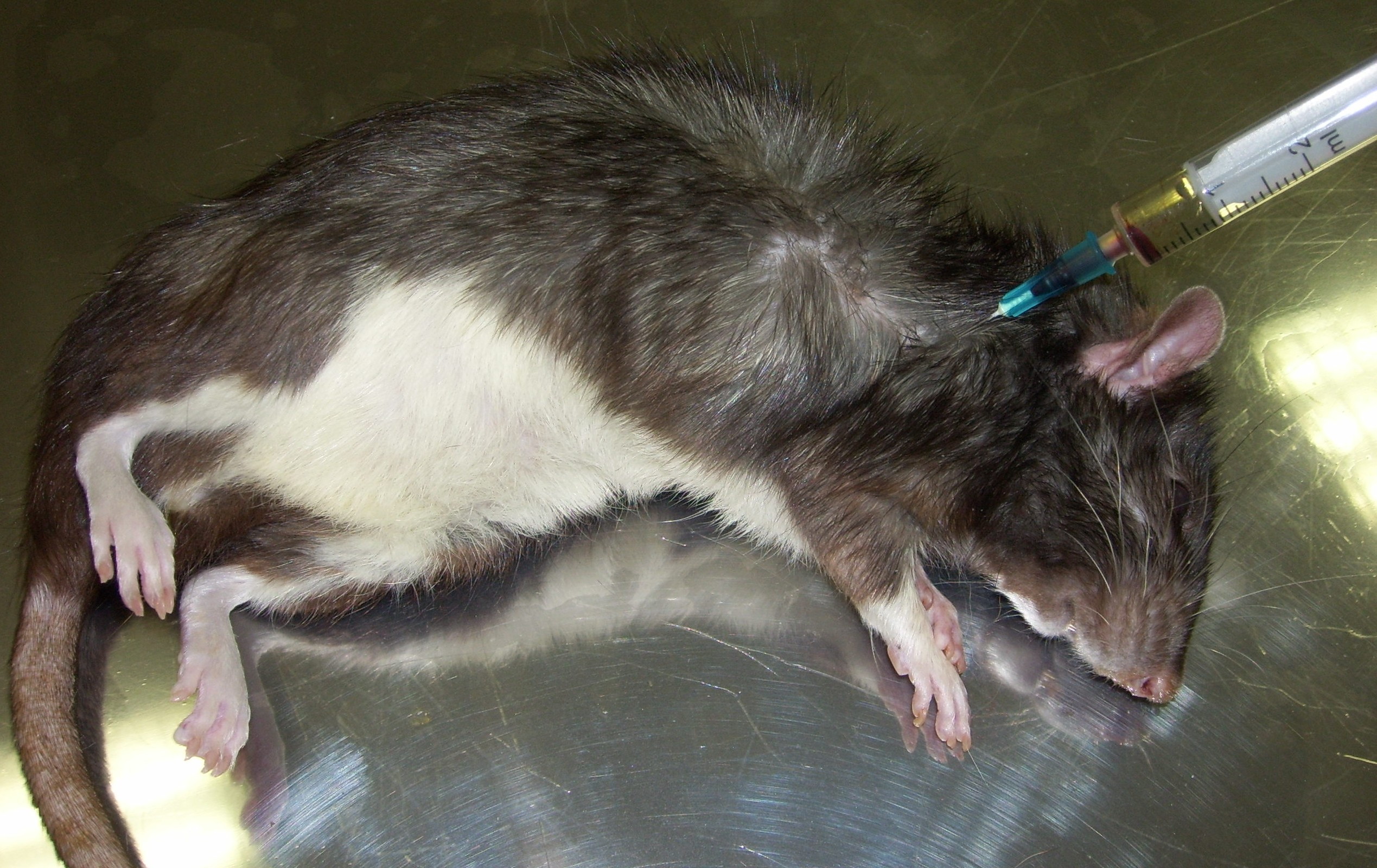
Herzpunktion mit anschließender intrakardialer Injektion bei einer Ratte

Die Herzpunktion ist ein invasives Verfahren zur Blutgewinnung, das gelegentlich noch bei Labortieren eingesetzt wird, selten auch bei Wasserschildkröten. Dabei ist eine Allgemeinanästhesie sinnvoll. Sie wird mit einer dünnen Kanüle bei Labortieren von der rechten Brustwand aus durchgeführt, da die Wand der rechten Herzkammer deutlich dünner als die der linken ist. Bei Wasserschildkröten erfolgt der Einstich in der Mittellinie zwischen Brust- und Bauchschild.
Risiken der Herzpunktion sind Verletzungen des Herzmuskels, Infektionen sowie Einblutungen in den Herzbeutel mit potentiell tödlich verlaufender Herzbeuteltamponade.